# Museo Arqueológico e Histórico del Castillo de San Antón de La Coruña
El Museo Arqueológico e Histórico del Castillo de San Antón está situado en el castillo del incluso nombre, en el paseo marítimo de la ciudad de la La Coruña (Galicia, España). Fue inaugurado en octubre de 1968.

## Historia
El castillo de Santo Antón fue comenzado en 1588 sobre la isla de San Antón, como elemento defensivo de la ciudad frente a los ataques por mar. Posteriormente, y hasta bien avanzada la dictadura franquista, fue utilizado cómo prisión militar y política. En 1949 fue declarado monumento histórico-artístico y, en 1960, el Ministerio de Defensa cedió la fortaleza al ayuntamiento de La Coruña, quien aprobó la conversión del edificio en museo arqueológico provincial en 1964, centrado en la arqueología e historia de la ciudad.
El arquitecto Pons Sorolla realizó la consolidación y reformas necesarias para la adaptación como espacio museístico y, finalmente, se abrió al público el 5 de octubre de 1968, bajo la dirección de José María Luengo Martínez. Con posterioridad se realizaron nuevas reformas bajo la dirección de Manuel Gallego Jorreto, como la reconstrucción, en 1993, de la Casa de Botes, destinada a la recepción y biblioteca, en el terreno que ocupaba antiguamente el edificio que, bajo ese nombre, servía de punto de llegada a la isla de las barcas que procedían de la ciudad.
Al ya mencionado José María Luengo Martínez, primer director de 1968 a 1972, lo sucedió Luis Monteagudo García, que ocupó el cargo hasta 1975. La dirección más larga fue la de Felipe Senén López Gómez que ocupó el cargo de 1975 a 1996. Desde entonces el director fue Xosé María Bello Diéguez, hasta su jubilación en funciones en 2017. Actualmente si bien no es directora, lleva adelante el museo la técnica Ana Martínez Arenaz.

## Secciones
Los fondos del museo se dividen en tres secciones, que se reparten en zonas bien diferenciadas:

### Arqueología

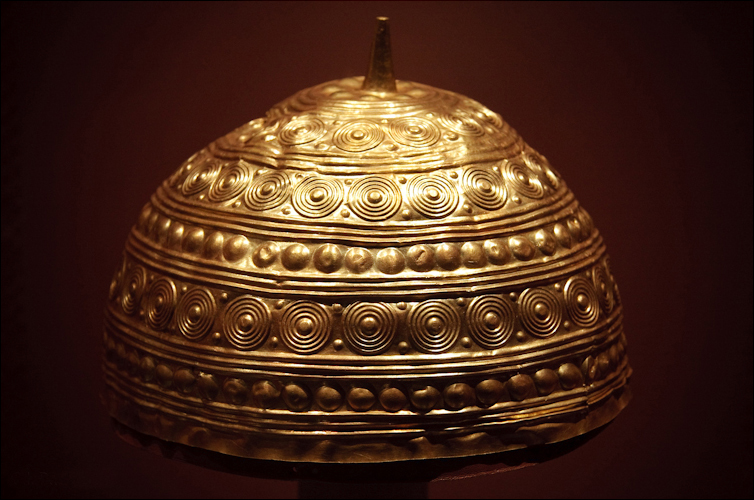
Casco de Leiro.

En la planta baja del castillo se exponen piezas de la prehistoria e historia antigua, principalmente de la provincia de La Coruña, pero también de otras partes de Galicia, desde el paleolítico hasta la romanización de Galicia. Entre las piezas expuestas hace falta destacar la colección de orfebrería pre y protohistórica, como el casco de Leiro (Rianjo), datado en el 700 a. C., el torque de Xanceda (Mesía) o el tesoro del castro de Elviña. Dentro de la Edad del Bronce se pueden ver puñales, espadas, puntas de lanza, machados de distinto tipo y numerosos molinos de mano, todos ellos procedentes de excavaciones en diferentes puntos de la provincia (monte Lioira (Rianxo), laguna de Alcaián (Coristanco), Isorna (Rianxo), Taraio (Malpica), Carnota, Dombate, Mina de la Parxubeira (Mazaricos), Arca de la Piosa (Zas) etc.).
De la época romana destaca la Tabula lougeiorum, procedente del castro de Cido (Folgoso de Caurel). Se trata de una placa de bronce datada en el año 1 d. C., que documenta el tratado de hospitalidad entre Caigo Asinio, en nombre de Roma, y el pueblo astur de los Louget. En el campo de la epigrafía latina cuenta con varias estelas funerarias como la estela de Primiano (de Oza-Cesuras), la de Victorinus (de Tines, Vimianzo) o la de San Pedro de Grandal (de Vilarmaior) así como varias aras votivas dedicadas a la Diosa Fortuna y la Júpiter Óptimo Máximo o a divinidades galaicas como Coso o los Lugoves. Piezas destacadas son también una pequeña estatua de bronce del dios Mercurio y el ídolo fálico del Castro de Elviña. En el apartado de la orfebrería están expuestos torques, diademas y collares. En las vitrinas dedicadas a la vida cotidiana se pueden encontrar jarras, fragmentos de ánforas, fichas de juegos y dados. La mayoría de estas piezas proceden del campamento romano de Ciadella, en Sobrado. Los ritos funerarios están representados en la sección "Morir en la aldea, morir en la ciudad", que además de las estelas e inscripciones funerarias citadas anteriormente cuenta con un esqueleto de una mujer nueva, dispuesto con tegulae a dos aguas y acompañado de varios ejemplares de urnas funerarias.
La sección de arqueología acoge también una sala destinada a otras culturas, en la que se exponen objetos procedentes de las excavaciones realizadas por equipos españoles en Nubia en 1960, con motivo de la construcción de la presa de Asuán en Egipto. También una colección de puntas de flecha, machados, etc. del paleolítico saharaui, datados en 2500 a. C.
En la antigua cocina del castillo se exponen diversas piezas de cerámica popular gallega.
En el exterior, en el patio superior, se expone un petroglifo cruciforme procedente del contorno de la Torre de Hércules, que se interpreta como cruces o marcas de presencia de peregrinos o cruzados medievales. También se puede ver una reconstrucción de la cista megalítica de Taraio (Malpica de Bergantiños), de la Edad de Bronce inicial.

### Escultura medieval
En el patio del castillo y en las casamatas que sirvieron de calabozo y de dependencias de los soldados, se exponen diversos reléeos, esculturas, sepulcros y laudas sepulcrales del siglo XIV, y diferentes escudos heráldicos de los siglos XVI al XVIII. Uno de estos escudos, procedente de la Puerta de la Torre de Arriba (construida en 1590), puede ser el escudo en piedra más antiguo en La Coruña.
Se pode destacar la representación de un ángel tocando la gaita, en una dolerla procedente de la portada del Monasterio de Santa Catalina de Montefaro, en el ayuntamiento de Ares.

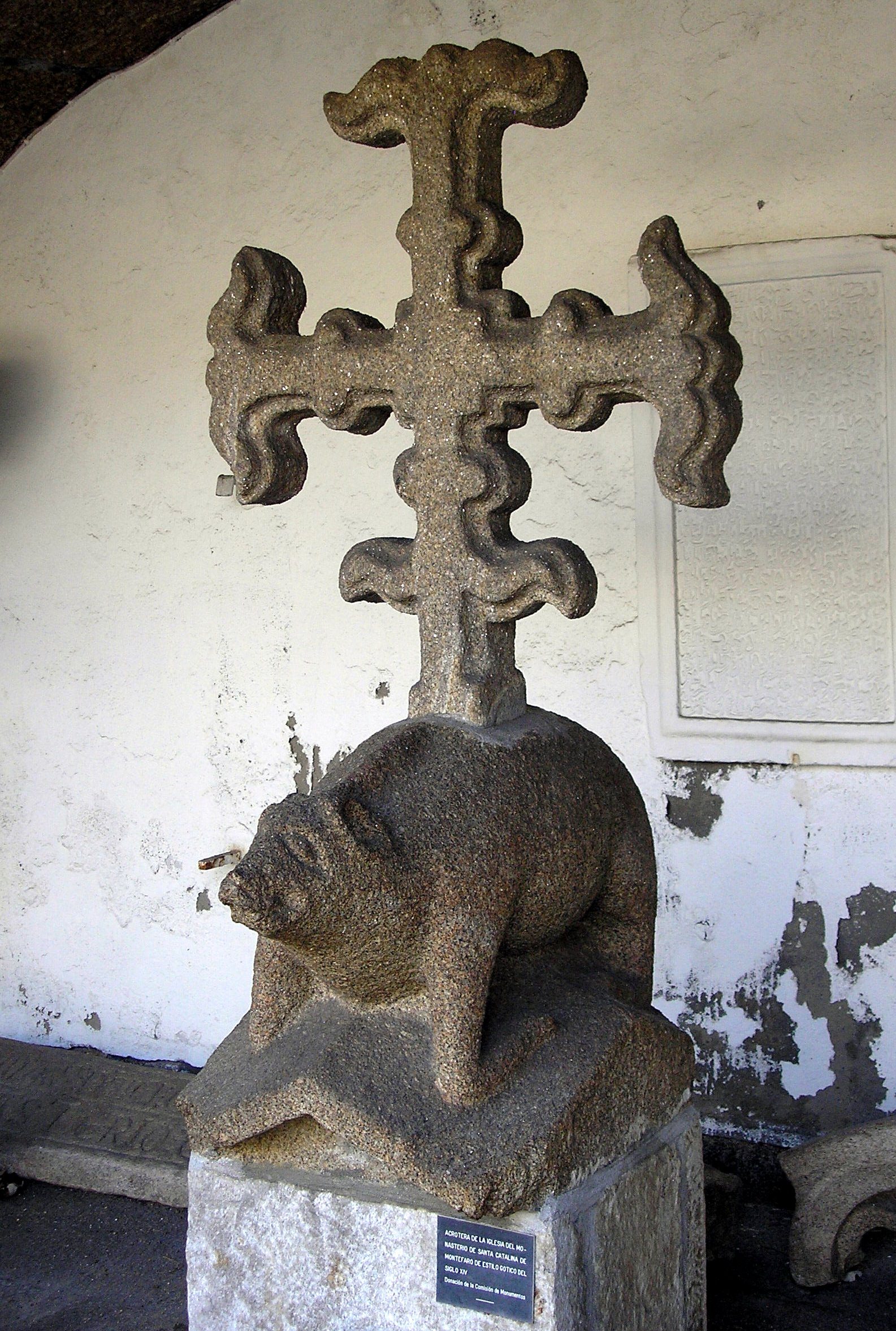
Cruz de la iglesia del monasterio de Santa Catalina (Montefaro).

### Historia
Esta sección se distribuye entre la Casa del gobernador y la capilla, con la sacristía, situadas en la planta alta del castillo. En distintas salas se exponen piezas relacionadas con la torre de Hércules, la invasión del pirata Drake (1589), la batalla de Elviña (1809) y otros acontecimientos relevantes en la historia de La Coruña. En una de las paredes se puede ver un ejemplar de la Carta Geométrica de Galicia, de Domingo Fontán.
Entre otras piezas expuestas, se pueden destacar los restos del pecio de Cabo Cee (Corcubión), recuperado en 1987 y del que se muestra una variada colección de monedas de plata de los reinados de Carlos V y Felipe II.
En la capilla del castillo, de estilo neoclásico, destaca la Virgen del Rosario (patrona de La Coruña), entre diversos objetos litúrgicos y de culto. En las arcadas laterales de la capilla hay dos murales pintados por José Sesto (1982). Uno representa la Apoteosis de San Antón, con sus tentaciones y milagros; en el otro figuran los presos ilustres que pasaron por esta cadena, alrededor de la Virgen del Rosario.
En la rampa de acceso al patio superior se expone una reconstrucción experimental de una embarcación de la Edad del Hierro. Fue construida por alumnos de la Facultad de Geografía e Historia de Santiago de Compostela basándose en imágenes de los petroglifos y textos antiguos que citaban las barcas hechas de mimbres y cuero con las que los habitantes del noroeste peninsular podían realizar intercambios comerciales gracias a una navegación costera. Fue bautizada como A Borna en recuerdo a la representación de barcos prehistóricos en los petroglifos de la Borna, en Meira (Moaña).

### Otras dependencias
El museo cuenta también con distintas dependencias administrativas y de estudio. La biblioteca está en la Casa dos Botes, que servía de acceso al castillo cuando este todavía era una isla.